# Морос (мифология)
Морос, Mорус (др.-греч. Μόρος, «погибель», «возмездие») — в греческой мифологии является существом надвигающейся гибели, которое подводит смертных к их неизбежной судьбе.

## Семья
Морос является потомком богини Нюкты (воплощение ночи), которая зачала его без вмешательства мужчины. Также его считали братом Мойр — богинь судьбы. Кроме того, родственниками Мороса были Танатос и Керы, которые представляли собой физическое воплощение смерти (Керы причиняли насильственную смерть и смертельную болезнь, а Танатос олицетворял мирную смерть).
В альтернативных версиях он имел отца Эреба.